# Alcis nigronotata
Alcis nigronotata är en fjärilsart som beskrevs av Alfred Ernest Wileman 1912. Alcis nigronotata ingår i släktet Alcis och familjen mätare. Inga underarter finns listade i Catalogue of Life.